# ARB (バンド)
ARB（エーアールビー）は、日本のロックバンド。

## 概要
バンド名「ARB」は、Alexander Ragtime Bandのイニシャルを取った。アーヴィング・バーリンの『Alexander's Ragtime Band』からの引用。当初は「アレキサンダー・ラグタイム・バンド」とも名乗っていたが、3枚目のアルバム『BOYS&GIRLS』発売時より、「ARB」を正式名称とすることになった。
1976年に結成。1978年にシングル「野良犬」でデビュー。1979年にアイドルとして売り出そうとした事務所と対立して独立。1980年代に入るとめんたいロックの第二世代として注目を浴びる。戦争や労働者、社会の在り方などを主題においた曲を数多く発表したのが特徴であり、社会派バンドとも呼ばれた。なお、労働に関する曲は「Work Song」と呼ばれ、ARBの代名詞のひとつとなっている。
歌詞は、サンハウスの菊（柴山俊之）が手がけた数曲と、最初のアルバムの数曲を除き、ほぼ全てを石橋凌が作詞していたが、白浜久が在籍した時期はクレジットを「Ryo&Hisashi」としており、白浜が作詞した曲もあった。作曲は、石橋と各時期のギタリスト、ベーシストによって行われた。
1990年にボーカルの石橋凌が俳優に専念するために10月27日の国立代々木第一体育館での公演をもって解散。1998年に復活。2006年3月には石橋がバンドから脱退。ARBとしては再び活動停止とアナウンスしているものの、石橋は解散とアナウンスしている。

## メンバー
第1期〈シンコーミュージック所属時代〉（1976年 - 1979年）
- 1　田中一郎（G）、KEITH（キース、Dr）、宮城伸一郎（B）、エンマ（Key）

- 2　石橋凌（Vo）、田中一郎（G）、KEITH（キース、Dr）、宮城伸一郎（B）、エンマ（Key）

第1期〈シンコーミュージック独立後〉（1979年 - 1983年）
- 3　石橋凌（Vo）、田中一郎（G&B）、KEITH（Dr）
- 4　石橋凌（Vo）、田中一郎（G）、KEITH（Dr）、野中'サンジ'良浩（B）

第2期（1983年 - 1986年）
- 5　石橋凌（Vo）、KEITH（Dr）、野中'サンジ'良浩（B）、斉藤光浩（G）
- 6　石橋凌（Vo）、KEITH（Dr）、斉藤光浩（G）、ジャン＝ジャック・バーネル（B）
- 7　石橋凌（Vo）、KEITH（Dr）、斉藤光浩（G）、岡部滋（B）

第3期（1986 - 1990年）
- 8　石橋凌（Vo）、KEITH（Dr）、岡部滋（B）、白浜久（G）
- 9　石橋凌（Vo）、KEITH（Dr）、白浜久（G）、浅田孟（B）

第4期（1998年 - 2006年）
- 10　石橋凌（Vo）、KEITH（Dr）、内藤幸也（G）、EBI（B）
- 11　KEITH（Dr）、内藤幸也（G）、EBI（B）

## 略歴
石橋と田中はARB結成前からの知り合い。
- 1976年

田中一郎が新興音楽出版社（現シンコーミュージック・エンターテイメント）からオファーを受け最初にKEITHに電話で「一緒にやらないか？」と声をかける。田中、宮城、エンマ、KEITHの4人でバンドを結成。
- 1977年
ボーカリストを探していたバンドは、田中の先輩である甲斐よしひろから「石橋はどう？」と推薦されたり、ラジオパーソナリティからの紹介などもあり、オーディションにより石橋をボーカリストに選ぶ。これにより、同年春メンバー5人が揃う。
（ボーカル候補の1人は後にオフコースのメンバーとなる松尾一彦）
- 1978年 - 1979年
デビュー前、後楽園球場でのピンク・レディーのコンサートにおいて前座を務めた際、白の囚人服を着て登場したところ、ビクターエンタテインメント関係者の目にとまり、レコード会社が決まった。しかし、所属事務所のシンコーミュージックは、ARBをベイ・シティ・ローラーズのような、いわゆるアイドルグループとして売り出そうとしていた。1stアルバム『A.R.B.』発表後、純粋にロックをやりたいバンド側と事務所側の溝はさらに広がり、デビューから約1年後には独立を決意する。その際メンバーの宮城とエンマが脱退。独立後、ベース不在のまま、シングル「魂こがして」をリリース。ベースは田中が弾いている。
- 1979年
東映映画『暴力戦士』（石井輝男監督）出演[3][4]。
- 1980年
ベースにサンジ（野中良浩）を迎え、2ndアルバム『BAD NEWS』を発表。前作よりもギターサウンドを前面に打ち出したアルバムとなった。新宿ロフトなどのライブハウスをメインに活動、ライブバンドとして知れわたる。しかし、極貧生活のためメンバーは質屋通いをしていた。
- 1981年
3rdアルバムの『BOYS & GIRLS』発表後、ドラムのKEITHが倒れ、入院することになったが、4thアルバムの『指を鳴らせ!/Snap Your Fingers』の発売がすでに決まっていたため、やむをえずサポートのドラマーを起用して製作が行われた。そのため、アルバムのクレジット表記では“KEITH（IN THE HOSPITAL）”となっている。
- 1982年 - 1983年
5th〜6thアルバムを発表。初期のロックンロールオリンピックに毎年のように出演していた。
- 1983年 - 1984年
バンドのリーダーであった田中一郎脱退。
その後、ツアーは複数のサポートギタリストを起用。その中から適任と思われたBOWWOWの斉藤光浩を勧誘。
斉藤自身も環境の変化を求めていたこともあり、BOW WOWから移籍し、正式加入する。
結果、ARB、甲斐バンド、VOW WOW（BOW WOWから改名）という3つのバンドが絡む移籍劇が成立する。
斉藤の加入により、田中時代のギターバンド路線を踏襲しつつも、田中時代より若干ポップな楽曲が発表されるようになった。

しかし、ギター交代の束の間、不祥事によりベースのサンジを解雇することになる。その際、KEITHの親友であるストラングラーズのジャン＝ジャック・バーネルが急遽来日し、ベーシストとして一時参加した。7thアルバム『YELLOW BLOOD』にも2曲参加している。その後、オーディションにより岡部滋が正式ベーシストとして加入した。
- 1985年 - 1986年
石橋はARBの知名度を上げるため、親交のあった俳優・松田優作が監督する『ア・ホーマンス』に出演した。その演技が映画業界で認められ、以後のARBは石橋の俳優活動と並行した活動になる。この映画の主題歌として、8thアルバム『砂丘1945年』に収録されている「AFTER '45」が使用された。
- 1986年
斉藤が円満脱退し、白浜久が加入（斉藤の最終ライブに花束を持って白浜が急来日し、5人で演奏している）
白浜の加入により、それまでの田中〜斉藤時代の方向性とは大きく異なり、必ずしもギターを軸としない楽曲、打ち込みを多用した楽曲が発表されるようになる。ライブでは過去の楽曲にも打ち込み要素を加えたアレンジをして演奏していた（「Give me a chance」「BLUE COLOR DANCER」など）。
9thアルバム『ONE and ONLY DREAMs』発表。
- 1987年
打ち込み多用の集大成ともいえる10thアルバム『ROCK OVER JAPAN』を発表。このアルバム発表後に、岡部が脱退。シーナ&ロケッツの浅田孟が加入。
（浅田と白浜はメジャーデビュー前のTHE MOZZ=THE MODSで一緒に活動していた）
浅田が加入したころになると、バンドは再びバンドサウンドを基調とした活動に戻っていった。また、シングル「SWEAT, HEART & BRAIN」のカップリングとして、田中時代の楽曲「BAD NEWS」「DO IT! BOY」のアレンジ版がリリースされた。ライブでは引き続き過去の楽曲のアレンジが行われていたが、白浜加入初期の打ち込みアレンジではなく、バンドサウンドを維持しながら曲展開の変更、コード進行の変更、ギターソロのない曲にギターソロを加えたりしていた。
- 1988年
デビュー10周年にして初の日本武道館ライブを敢行。
- 1989年
12thアルバム『SYMPATHY』を発表。オーストラリアでの初の海外レコーディングが行われた。本作に収録されている「MURDER GAME」は歌詞の内容が宮﨑勤による東京・埼玉連続幼女誘拐殺人事件に酷似しているとNHKから指摘があったため、放送禁止になった。
- 1990年
松田優作の急逝を受けて石橋が俳優転向宣言。これによりARBは活動停止。ラストツアーとなる「THE LONGEST TOUR」では、ゆかりのあるミュージシャンをゲストとして多数呼び、敢行された。ツアー最終日の最後に演奏された曲は「明日へのBOOGIE」であった。10月27日、国立代々木第一体育館での公演をもって解散。
- 1997年 - 1998年
復活。新宿ロフトで復活を果たす。石橋、KEITHに加えて、新メンバーとして内藤幸也・EBIが加入。13thアルバム『REAL LIFE』発表。
- 1999年
武道館ライブを行う。14thアルバム『EL DORADO』発表。このアルバムのジャケットは、メンバー全員が1970年代風のテニスウェアに身を包んでいるという“らしくない”ものであった。
- 2001年
15thアルバム『HARD-BOILED CITY』発表。歌詞の一部がレコード制作基準倫理委員会に引っかかり、リリースを一度延期し、歌詞を変えたうえでの発売となった。ライブでは元の歌詞で歌われている。
- 2002年
ブッシュ政権のイラクへの宣戦布告を受けて、石橋凌ソロシングル「忘れてはイケナイ物語り」を発表。カップリングとしてARB名義の楽曲「HEY! WAR」が収録された。
- 2003年
デビュー25周年ツアーを実施。16thアルバム『KAZA-BANA』を発表。長らくビクター系列とのリリース契約が続いていたが、本作はM&I COMPANYからのリリースとなった。
- 2005年
東北楽天ゴールデンイーグルスの公認応援歌「荒鷲のうた」を発表。
- 2006年3月1日
石橋の脱退表明により活動停止。
- 活動停止後の各メンバーの活動
石橋は俳優活動にしばらく専念したのち、2011年より音楽活動を再開する。
KEITHは各種イベントにドラマーとして参加する。
内藤は、EBIとともにSDRに参加したり、もともとARBと並行していた自らのバンドの活動を活発化させる。
EBIはSDRに参加したのち、ユニコーンの再結成に参加。
- 2018年 デビュー40周年節目の年。10月25日に新宿ロフトにて、ARBデビュー40周年 「ARB SONGS ALL TIME BEST」開催。 　ドラム・キース。初代ギタリスト・田中一郎、2代目ギタリスト・斉藤光浩、4代目ギタリスト・内藤幸也。6代目ベーシスト・EBIが参加。

## エピソード
あるディレクターから「他の売れてるバンドのように洋楽のサウンドをパクってラブソングを歌え」と言われたが、書きたい詞やサウンドにこだわりがあったARBは頑なにそれを拒否した。売れることに抵抗していたわけではなく、自分たちのロックを忘れずにお茶の間に入っていきたいという思いがあったからであると石橋凌は語っている。（石橋凌 著「表現者」より）
ARBのファンのことを「ARB KIDS」という。なお、最初の解散までは「ARB JAM」というファンクラブが存在していた。
ユニコーン、甲本ヒロト、真島昌利、JUN SKY WALKER(S)、BOØWY、福山雅治、ニューロティカをはじめ、数多くのミュージシャンに影響を与えた。1998年にはカバーアルバム『ARB COVERS』が発売されたが、大槻ケンヂが「さらば相棒」を宴会のカラオケ風にカバーした。  ユニコーンはライブで「R&R AIR MAIL」をカバーしていた。   のちにメンバーとなるベーシストのEBIはARBが大好きだったことから「ARB」と呼ばれていたのが、いつの間にか省略されて「EBI」となった。
斉藤はARB脱退後に甲斐よしひろ and project Kに北島健二の後任ギタリストとして加入。そこで田中一郎とツインギターで活動。 のちにキーボードの上綱克彦とともに田中のソロプロジェクトに加わり、Oneboy Players、KIT16、Watch Tower等で田中と活動を共にする。KIT16には榎本高の後任としてベーシストとして加入するなど、活動を共にすることが多い。
1991年に斉藤がソロデビューした際の1stアルバムのヴォーカルプロデュースを田中が担当している。
プロレス団体のZERO-ONE社長であった橋本真也と交友があった関係で、ZERO-ONEに「ゼロワン戦士の詩」という歌を提供している。橋本死去後も、ZERO-ONEの後身となったZERO1-MAXの会場や中継番組で「HARD-BOILED CITY」「LONESOME RYDER」といった曲が使用されている。ZERO1-MAXの会場でメインイベント終了後に「HARD-BOILED CITY」が流れる。
田中と白浜は父親同士が同じ職場で働く関係で同じ職員宿舎で育った幼馴染であり。田中と白浜の兄は同級生。
最初の解散後、田中と白浜は「三宅裕司のいかすバンド天国」で審査員として複数回共演。
2004年、歴代のギタリスト、田中・斉藤・白浜の3人が、ARENA37℃のライター角野恵津子の企画により「ロックな三色丼」というタイトルのライブを行った。
2011年、テレビアニメ『輪るピングドラム』内の挿入歌・エンディングテーマとして、10曲がカバーされた。
最初の解散後、新宿LOFTでの田中一郎ライブにて、斉藤・白浜の2人がサプライズで登場し、歴代のギタリスト3人がセッションした。

## ディスコグラフィ

### シングル
1. 野良犬／OH! PLEASE（1978年）
2. ワイルド・ローティーン・ガール／ジャックナイフ・ブルース（1979年）
3. 魂こがして／Tokyo Cityは風だらけ（1979年）
4. ノクターン・クラブ／R&R AIR MAIL（1980年）
5. BLACK X'mas／Dance music／ハリケーン・バンド（1980年）
6. ダディーズ・シューズ／シェリーは昼間は死んでる（1981年）
7. クレイジー・ラブ／エイリーン（1982年）
8. さらば相棒／ピエロ（1982年）
9. トラブルド・キッズ／Give Me A Chance（1983年）
10. Deep Inside／Fight it Out!（1985年）（12インチシングル）
11. Blue Color Dancer／Big Romance／ONE WAY TRIP（1985年）（12インチシングル）
12. God Bless The Ring／挑戦者(ARB)のテーマ／魂こがして（1986年）（12インチシングル）
13. AFTER '45／踊り子ルシア（1986年）
14. プライベートガール／SPEED OF LOVE（1986年）
15. HAPPINESS／SAY! NO!!（1987年）
16. SWEAT,HEART & BRAIN（1988年）（※この作品からCD盤を発売）
17. SYSTEM IN SYSTEM／そして明日から（1988年）
18. Long, Long Way／Rock it! Baby（1988年）
19. MURDER GAME／NO EASY ROAD（1989年）（※EPレコード盤が発売された最後のシングル。）
20. TOKYO OUTSIDER／スケアクロウ／魂こがして（1998年）
21. INFINITELY／はじまりの詩／バラとサボテン／淋しい街から（1998年）
22. 反逆のブルースを歌え／June Rain／SOULFUL DAY（1999年）
23. HARD-BOILD CITY／LOVELESS TOWN／共犯者よ／HARD-BOILED CITY (HARD-BOILED MIX)（2001年）
24. HEY! WAR（石橋凌のソロシングル「忘れてはイケナイ物語り」（2002年）に収録。）
25. 荒鷲のうた（2005年）

### アルバム
第1期〈シンコーミュージック所属時代〉
- A.R.B.（1979年）

第1期〈シンコーミュージック独立後〉
- BAD NEWS（1980年）
- BOYS&GIRLS（1981年）
- 指を鳴らせ!/Snap Your Fingers（1981年）
- W（1982年）
- トラブル中毒（1983年）

第2期
- YELLOW BLOOD（1984年）
- 砂丘1945年（1985年）

第3期
- ONE and ONLY DREAMs（1986年）
- ROCK OVER JAPAN（1987年）
- PAPERS BED（1988年）
- SYMPATHY（1989年）

第4期
- REAL LIFE（1998年）
- EL DORADO（1999年）
- HARD-BOILED CITY（2001年）
- KAZA-BANA（2003年）

### ライブ・アルバム、ベスト・アルバム
1. ARB LIVE／魂こがして（1983年）
2. WORK SONGS（1986年）
3. DAYS OF A.R.B Vol.1（1987年）Vol.2と同時発売
4. DAYS OF A.R.B Vol.2（1987年）Vol.1と同時発売
5. LOVE THE LIVE（1989年、1988年10月31日に行われた10th anniversary "魂こがして" in 日本武道館を収録）
6. BALLADS AND WORK SONGS（1990年）
7. RED BOX／ARB LIVE（1980-1990）（1990年、初回限定盤のみ「銀行マン」収録）
8. BLACK Xmas〜ARB SECRET SINGLES（1991年）
9. DAYS OF A.R.B Vol.3（1993年）
10. 魂、ARB COMPLETE BEST 1978-1990（1999年、ファン投票による選曲）
11. 武道館LIVE〜'99.1.24 Days of ARB（2000年）
12. LOCUS 1998-2004 ARB LIVE BEST（2004年）
13. DAYS OF A.R.B Vol.4（2006年）
14. ARB Is（2006年）
15. ARB THE BEST "Long Long Way"（2008年）
16. スーパー・ベスト（2010年）

### 他アーティストのカバー・アルバム
- ARB COVERS （1998年）トリビュート・アルバム
- 輪るピングドラム キャラクターソングアルバム「トリプルH」（2011年）